# Migos
Migos was een Amerikaanse hiphopgroep uit Lawrenceville, Georgia. De groep bestond uit Quavo (Quavious Marshall), Takeoff (Kirshnik Ball) en Offset (Kiari Cephus).

## Geschiedenis
Het trio werd in 2013 wereldwijd bekend met de single Versace.
In juli 2015 brachten ze hun debuutalbum Yung Rich Nation uit. In januari 2017 bereikte de single Bad and Boujee met Lil Uzi Vert, van hun tweede studioalbum Culture, de bovenste plek van de Billboard Hot 100.
Op 1 november 2022 werd Takeoff doodgeschoten in Houston terwijl hij een spelletje dobbelen speelde.

## Discografie

### Studioalbums
- Yung Rich Nation (2015)
- Culture (2017)
- Culture II (2018)
- Culture III (2021)

## Prijzen en nominaties
| Jaar | Gebeurtenis              | Genomineerd voor                        | Categorie                    | Resultaat   |
| ---- | ------------------------ | --------------------------------------- | ---------------------------- | ----------- |
| 2014 | BET Hip Hop Awards       |                                         | Rookie van het jaar          | Genomineerd |
| 2014 | BET Hip Hop Awards       | Fight Night                             | Beste clublied               | Genomineerd |
| 2014 | BET Hip Hop Awards       | No Label II                             | Beste mixtape                | Genomineerd |
| 2015 | BET Awards               |                                         | Beste groep                  | Genomineerd |
| 2017 | Billboard Music Awards   | Bad and Boujee (met Lil Uzi Vert)       | Beste rapnummer              | Genomineerd |
| 2017 | Billboard Music Awards   | Bad and Boujee (met Lil Uzi Vert)       | Beste rapsamenwerking        | Genomineerd |
| 2017 | BET Awards               |                                         | Beste groep                  | Gewonnen    |
| 2017 | BET Awards               | Bad and Boujee (met Lil Uzi Vert)       | Beste samenwerking           | Gewonnen    |
| 2017 | BET Awards               | Bad and Boujee (met Lil Uzi Vert)       | Video van het jaar           | Genomineerd |
| 2017 | BET Awards               | Bad and Boujee (met Lil Uzi Vert)       | Publieksprijs                | Genomineerd |
| 2017 | MTV Video Music Awards   | Bad and Boujee (met Lil Uzi Vert)       | Beste hiphopvideo            | Genomineerd |
| 2017 | MTV Europe Music Awards  | Bon Appétit (met Katy Perry)            | Beste video                  | Genomineerd |
| 2018 | Grammy Awards            | Bad and Boujee (met Lil Uzi Vert)       | Beste rapoptreden            | Genomineerd |
| 2018 | Grammy Awards            | Culture                                 | Beste rapalbum               | Genomineerd |
| 2018 | iHeartRadio Music Awards |                                         | Beste duo/groep van het jaar | Genomineerd |
| 2018 | iHeartRadio Music Awards | Bad and Boujee (met Lil Uzi Vert)       | Hiphopnummer van het jaar    | Genomineerd |
| 2018 | iHeartRadio Music Awards |                                         | Hiphopartiest van het jaar   | Genomineerd |
| 2018 | BET Awards               | Culture II                              | Album van het jaar           | Genomineerd |
| 2018 | BET Awards               | Walk It Talk It (met Drake)             | Video van het jaar           | Genomineerd |
| 2018 | BET Awards               | MotorSport (met Cardi B en Nicki Minaj) | Coca-Cola Publieksprijs      | Genomineerd |
| 2018 | BET Awards               |                                         | Beste duo/groep              | Gewonnen    |
| 2018 | Teen Choice Awards       | Choice Stijlicoon                       | Genomineerd                  |             |
| 2018 | MTV Europe Music Awards  | Beste groep                             | Genomineerd                  |             |
| 2018 | MTV Europe Music Awards  | Beste hiphop                            | Genomineerd                  |             |

## Verwijzingen
1. ↑  (en) Migos: Takeoff shot dead in Houston aged 28. the Guardian (1 november 2022). Geraadpleegd op 1 november 2022.